# Singosaren (Jenangan)
Singosaren is een bestuurslaag in het regentschap Ponorogo van de provincie Oost-Java, Indonesië. Singosaren telt 3960 inwoners (volkstelling 2010).